# Шосткинський район
Шосткинський райо́н (Шосткинщина) — район в Україні, у північній частині Сумської області і межує з Чернігівською областю  та Російською Федерацією та був утворений під час адміністративно-територіальної реформи в Україні 2020 року. Адміністративний центр — місто Шостка. 
До складу району входять 10 територіальних громад.

## Історія
Шосткинський район утворено 19 липня 2020 року згідно із Постановою Верховної Ради України № 807-IX від 17 липня 2020 року в рамках Адміністративно-територіальної реформи в Україні. До його складу увійшли: Шосткинська, Глухівська, Дружбівська, Середино-Будська міські, Есманьська, Зноб-Новгородська, Свеська, Шалигинська, Ямпільська селищні та Березівська сільська територіальні громади. Перші вибори Шосткинської районної ради відбулися 25 жовтня 2020 року.
Раніше територія району входила до складу ліквідованих в той же час Шосткинського (1923—2020), Глухівського, Середино-Будського, Ямпільського районів та міст обласного підпорядкування Шостка і Глухів, з територією підпорядкованою міській раді, Сумської області.